# Federação Islandesa de Atletismo
A Federação Islandesa de Atletismo - em islandês Frjálsiprottasamband Islands  - é a entidade que supervisiona a prática de atletismo na Islândia.

A sua sede fica em Reiquiavique, a capital da Islândia.

O seu presidente é Jonas Egilsson (desde 2013).

A Federação Islandesa de Atletismo é membro da Associação Europeia de Atletismo (AEA), e da Associação Internacional das Federações de Atletismo (IAAF). 